# Hell on Wheels (album)
Hell on Wheels is een livealbum van de heavymetalband Manowar uitgegeven in 1997.

## Inhoud
1. Manowar
2. Kings Of Metal
3. Kill With Power
4. Sign Of The Hammer
5. My Spirit Lives On
6. Piano Interlude
7. Courage
8. Spirit Horse Of The Cherokee
9. Blood Of My Enemies
10. Hail And Kill
11. Warriors Of The World
12. Wheels Of Fire
13. Metal Warriors (Brothers Of Metal Part Two)
14. Army Of The Immortals
15. Black Arrows
16. Fighting The World
17. Thor (The Powerhead)
18. King
19. The Gods Made Heavy-Metal
20. Black Wind, Fire And Steel
21. Return Of The Warlord
22. Carry On
23. Battle Hymn